# Польдаре
Польдаре (перс. پلدره) — село в Ірані, у дегестані Лат-Лайл, у бахші Отаквар, шагрестані Лянґаруд остану Ґілян. За даними перепису 2006 року, його населення становило 45 осіб, що проживали у складі 10 сімей.